# Ярославский музей-заповедник
Яросла́вский госуда́рственный исто́рико-архитекту́рный и худо́жественный музе́й-запове́дник — одно из крупнейших учреждений культуры и объектов туризма Ярославля. С 1959 года музей-заповедник располагается в самом центре города, на территории упразднённого в 1787 году Спасо-Преображенского мужского монастыря. Музею принадлежит богатая коллекция икон и рукописей, драгоценных тканей и церковной утвари, произведений древнерусского искусства. На территории музея находится древнейшее из сохранившихся в Ярославле зданий — Спасо-Преображенский собор (начало XVI века), кроме этого в состав музея-заповедника входят шесть церквей, являющихся важнейшими ярославскими памятниками архитектуры и живописи XVII века.

## История
12 (25) января 1865 года был открыт Музей при Обществе для естественно-исторического исследования Ярославской губернии, основателем которого стал профессор естественной истории Андрей Станиславович Петровский. В 1901 году Общество было переименовано в естественно-историческое, вслед за чем в музее была сформирована обширная энтомологическая коллекция. В начале XX века естественно-исторический музей считался одним из крупнейших провинциальных музеев России.
В 1895 году при Ярославской губернской учёной архивной комиссии было создано Древлехранилище — исторический музей для изучения и охраны всего культурно-исторического наследия Ярославского края. Коллекция музея, насчитывавшая в 1895 году 100 экспонатов, в 1914 году увеличилась до 12 тысяч предметов.
В 1924 году произошло слияние музеев города в единый Ярославский государственный областной музей. В его состав вошли историко-археологический музей (бывшее Древлехранилище), музей древнерусского искусства — художественная галерея (открыта 5 декабря 1919 года), научная библиотека и естественно-исторический музей. В 1928 году музей был подчинён Губернскому музейному управлению. В 1929 году он стал называться окружным, а в 1937 году — областным краеведческим музеем
В 1930-х годах в работе музея были три основных направления: изучение исторического прошлого, социалистическое строительство, природа и естественно-производительные силы края. Кроме основных, были созданы историко-революционный, антирелигиозный и политехнический отделы. В 1938 году в Ярославском музее Институт музейно-краеведческой работы организовал показательный отдел социалистического строительства, на примере которого строились экспозиции в других музеях страны. Сотрудники изучали промышленные предприятия, историю рабочего движения, быт деревни, производительные силы региона, вели экспедиционную работу. С 1934 года при музее стали создавать кружки для учащихся. Сотрудники музея проводили лекции на предприятиях, в клубах и колхозах, в 1940-х годах выступали на радио. Работники музея пытались открыть новые музеи: антирелигиозный в церкви Ильи Пророка (1938—1941), литературный в церкви Спаса на Городу (1939—1940), архитектурный в Николо-Надеинской церкви (1939—1940).
В 1959 году по постановлению Совета министров РСФСР на базе Ярославского областного и Ростовского краеведческого музеев, областного художественного музея, музея-усадьбы Некрасова в Карабихе был организован Ярославо-Ростовский историко-архитектурный и художественный музей-заповедник, разместившийся на территории бывшего Спасского монастыря. Кроме монастыря, в состав заповедника вошли архитектурные памятники — храмы Илии Пророка, Иоанна Предтечи, Николая Чудотворца Надеинская, Иоанна Златоуста, позднее Рождества Христова и Богоявления.
С 1971 года, после обратного выделения в самостоятельные музеи Ростовского филиала и художественного отдела, музей стал именоваться Ярославским историко-архитектурным музеем-заповедником.
По собственным данным музея, с 2000 по 2009 год его ежегодные доходы выросли с 2 до 23 млн рублей, посещаемость — с 49 до 59 тысяч человек. В этот период ежегодно в музей поступало 2—2,5 тысяч единиц хранения.

## Церкви, принадлежащие музею-заповеднику
- Собор Преображения Господня (1516)
- Церковь Воскресения Христова (Большая Крестовая) (XVI век)
- Церковь Николая Чудотворца Надеинская (1622)
- Церковь Рождества Христова (1644)
- Церковь Илии Пророка (1650)[note 1]
- Церковь Богоявления (1682)[note 1]
- Церковь Иоанна Предтечи в Толчкове (1687)
- Церковь Благовещения (1702)[note 1]
- Церковь Печерской иконы Божией Матери (1825)
- Церковь Ярославских Чудотворцев (1831)

1. 1 2 3  По договору о совместном пользовании с Ярославской епархией Русской православной церкви Московского Патриархата в этих церквях производятся службы.

В большинстве храмов музея-заповедника регулярных богослужений не проводится. В церкви Ярославских Чудотворцев с советского времени располагается концертный зал «Классика»; в Спасо-Преображенском соборе — экспозиция фресок (иконостас удалён); Крестовая церковь и Трапезная палата заняты отделом природы Ярославского края с выставкой чучел. По словам руководителя пресс-службы Ярославской епархии священника Александра Сатомского «не удаётся договориться с музейным руководством о регулярных богослужениях даже в небольшом храме Ярославской Печерской иконы Божией Матери. Он находится под колокольней и сейчас представляет собой музейную подсобку. Пока музей стоит на своем, и, видимо, это принципиальная позиция».

## Филиалы музея
- Мемориальный дом-музей Л. В. Собинова[5]
- Музей Боевой славы[6]
- Музей «Космос»[7] имени Валентины Терешковой.

## Постоянные экспозиции

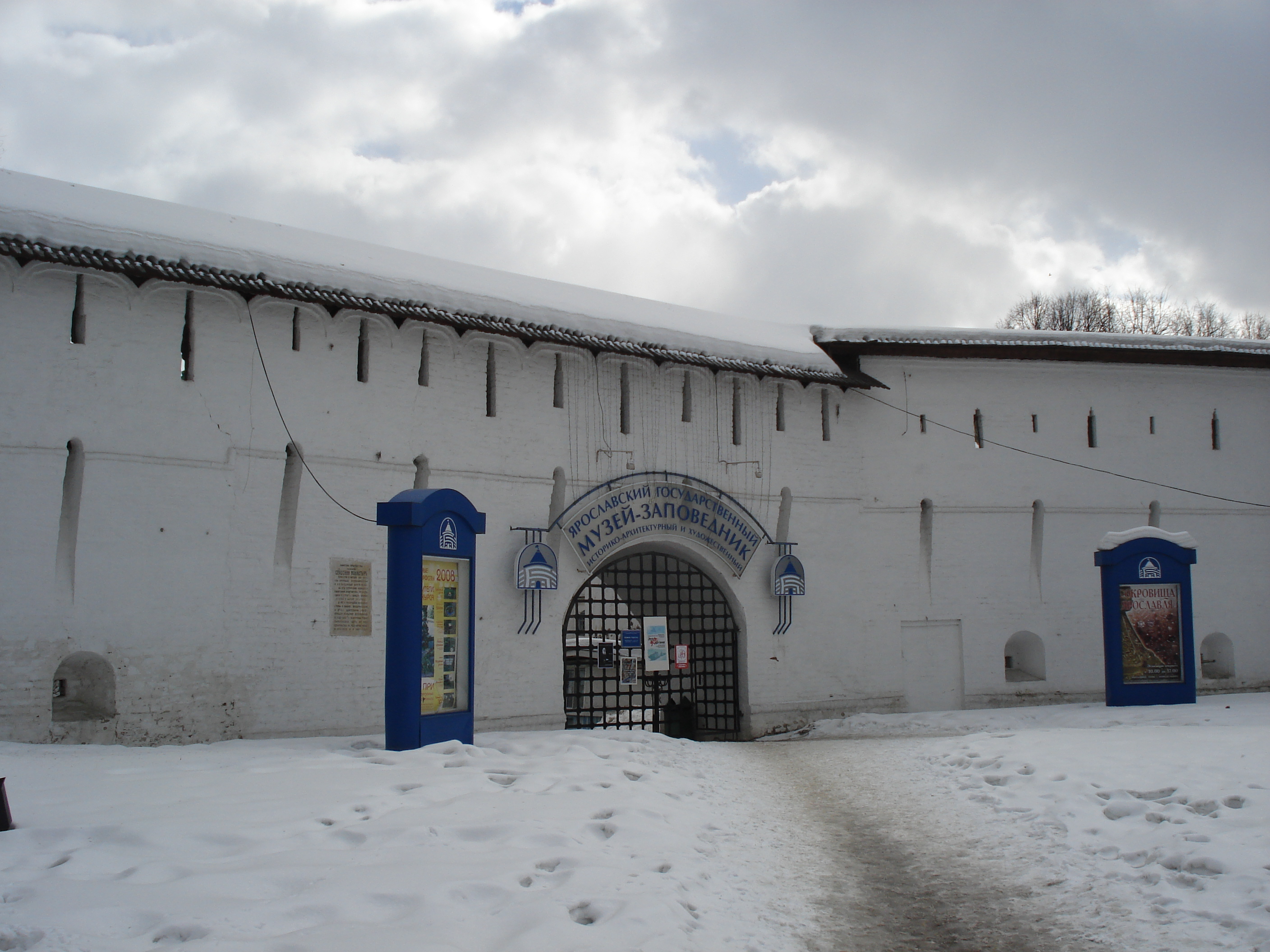
Вход со стороны Богоявленской площади

- «ЯрмаНка» Архивная копия от 28 августа 2019 на Wayback Machine для детей и взрослых
- История Ярославского края Архивная копия от 28 августа 2019 на Wayback Machine
- Иконы Ярославля XVI—XVIII вв. Архивная копия от 28 августа 2019 на Wayback Machine
- Слово о полку Игореве Архивная копия от 28 августа 2019 на Wayback Machine…
- Сокровища Ярославля Архивная копия от 28 августа 2019 на Wayback Machine
- Природа Ярославского края Архивная копия от 28 августа 2019 на Wayback Machine

## Наиболее ценные (уникальные) коллекции
- Коллекция денежных кладов — 54 монетных, 3 вещевых, 4 клада бумажных денежных знаков[8]
- Коллекция русского художественного серебра Ярославля и Москвы XIII — нач. XX вв. Большая часть из 2 тыс. произведений — предметы православного обряда — кресты, оклады икон, венцы, цаты, ковчеги, кадила и т. п. Изделия ярославских серебряников являются не только уникальными историческими памятниками, но и высокохудожественными произведениями, выделяются ярким своеобразным стилем и высокой техникой исполнения
- Коллекция редкой книги (рукописные, пергаментные и старопечатные книги к. XII — н. XX в.) — 12000 предметов, многие — национального и мирового уровня[9]
- Коллекция шелковых художественных тканей. Восток, Западная Европа, Россия (XVI—XX вв.) — около 800 предметов
- Коллекция Ярославского провинциального портрета — 130 предметов[10]
- Мемориальная коллекция Н. В. Кузнецова (1902—1958) — более 800 предметов[11]
- Коллекция иконописи XVI—XIX веков. В составе собрания уникальные комплексы иконостасов Ярославских храмов
- Коллекция лицевого и орнаментального шитья XV—XIX веков, в том числе работы знаменитых строгановских мастерских и местных монастырей. Около 300 единиц[12]